# Trichocyclus djauan
Trichocyclus djauan is een spinnensoort uit de familie trilspinnen (Pholcidae). De soort komt voor in Noordelijk Territorium.